# St. Michael (Michelsneukirchen)

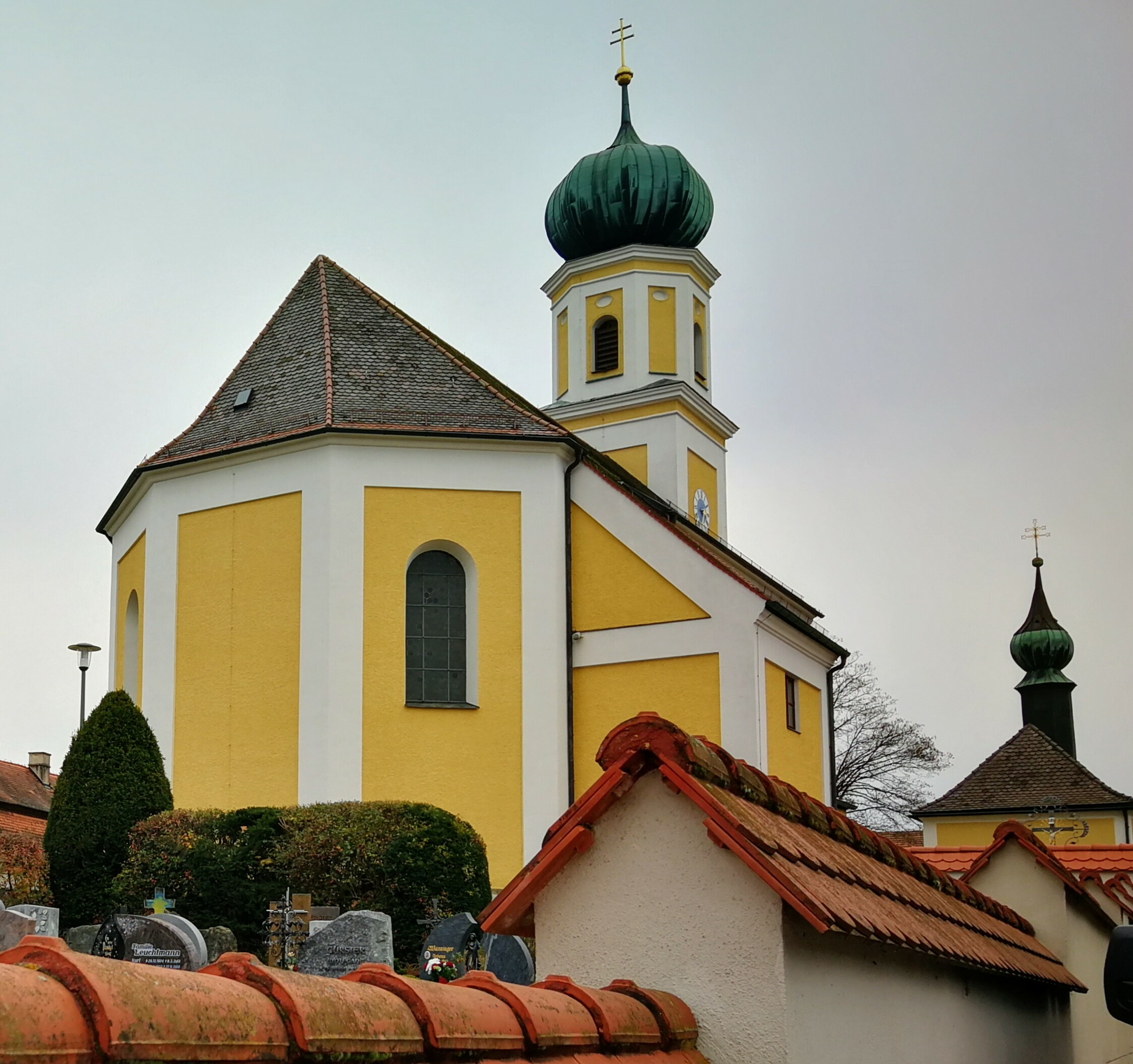
St. Michael in Michelsneukirchen

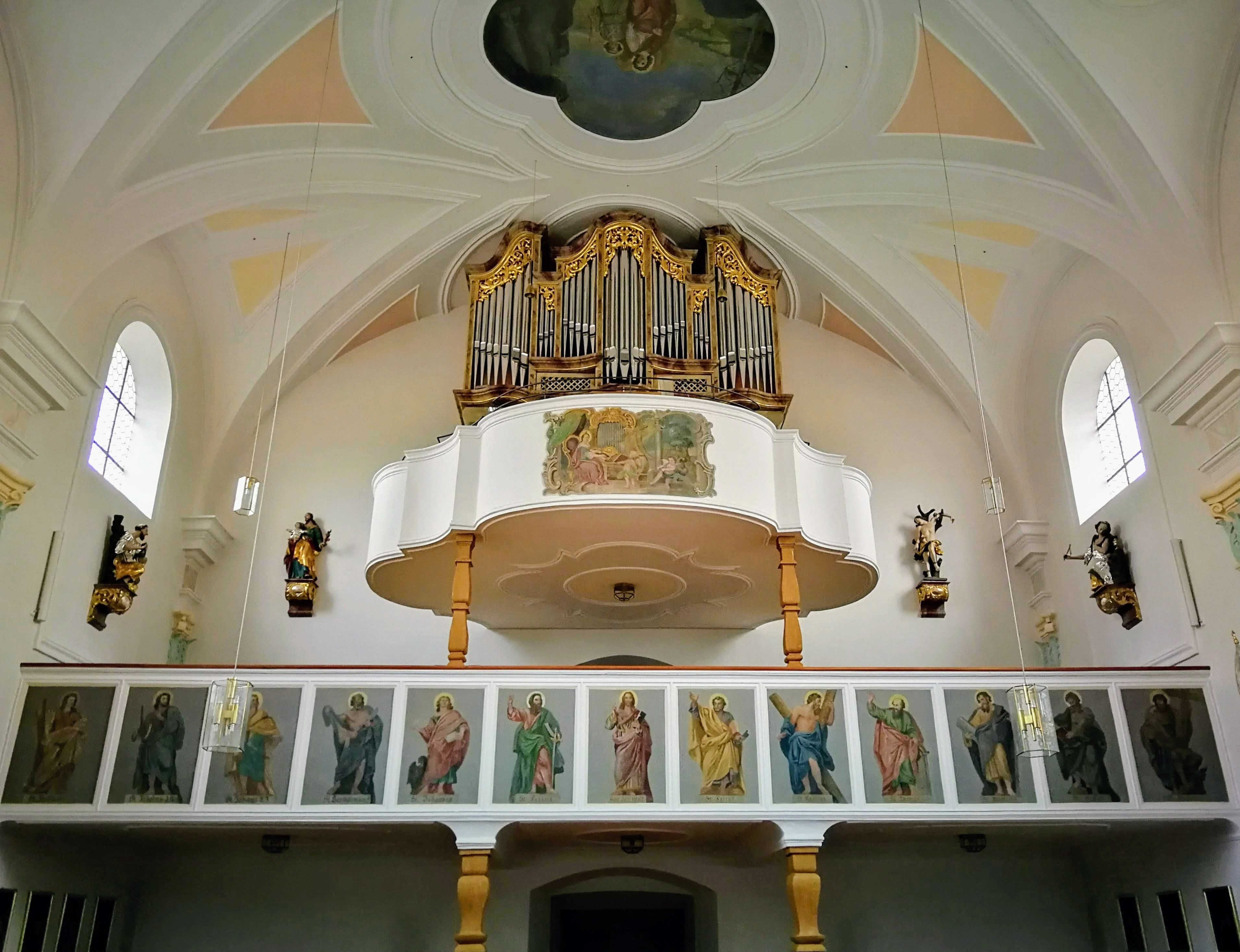
Untere Empore und Orgelempore

St. Michael in Michelsneukirchen ist eine römisch-katholische, denkmalgeschützte Pfarrkirche im Landkreis Cham in der Oberpfalz. Die Kirchengemeinde gehört zum Bistum Regensburg. Das Bauwerk ist unter der Denkmalnummer D-3-72-142-3 als Baudenkmal in die Bayerische Denkmalliste eingetragen.

## Beschreibung
Die giebelständige Saalkirche, deren Wände mit Lisenen gegliedert sind, wurde 1707 errichtet. Sie besteht aus einem Langhaus, einem gleich breiten, dreiseitig geschlossenen Chor im Osten, an dessen Nordwand die Sakristei angebaut ist, und einem Fassadenturm  auf quadratischem Grundriss im Westen. Sein zweites Obergeschoss beherbergt die Turmuhr, das aufgestockte achteckige den Glockenstuhl. Darauf sitzt eine Zwiebelhaube.
Das Langhaus ist mit einem Stichkappengewölbe überspannt, Langhaus  und Chor sind durch einen Chorbogen getrennt. Auf der Brüstung der Orgelempore sind ein Salvator mundi und die zwölf Apostel dargestellt.
Zur Kirchenausstattung gehört ein um 1720 gebauter Hochaltar, auf dessen Altarretabel der Erzengel Michael, der Patron der Kirche dargestellt ist. Der Hochaltar wird flankiert von Statuen der Erzengel Gabriel und Raphael. Zahlreiche Darstellungen von Heiligen, u. a. eine Maria Immaculata und eine Maria Magdalena, stammen aus dem 18. Jahrhundert.
Die Orgel auf der oberen Empore wurde 1996 von Orgelbau Eisenbarth errichtet. Sie verfügt über 15 Register auf zwei Manualen und Pedal. Auf der Emporenbrüstung ist die heilige Cäcilia zu sehen.